# Noam Chomsky

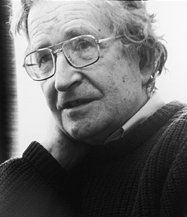
Noam Chomsky

Avram Noam Chomsky (/ˈʧɔm.ski/, n. 7 decembrie 1928, East Oak Lane⁠(d), Pennsylvania, SUA) este un lingvist, filosof, istoric și activist politic american, profesor emerit în lingvistică la Massachusetts Institute of Technology (MIT). În plan științific, Chomsky este cunoscut pentru teoria gramaticii generativ-transformaționale și pentru contribuțiile sale în domeniul lingvisticii teoretice (gramatica universală). El este cel care a revoluționat lingvistica modernă prin celebrele sale modele generative. Din punct de vedere ideologic este aliniat cu anarho-sindicalismul.
În afara lumii academice, Chomsky este foarte cunoscut în lumea întreagă pentru activitatea sa politică și pentru critica sa la adresa politicii externe a Statelor Unite, dar și a altor guverne.
Chomsky se descrie ca un socialist libertar și simpatizant al anarho-sindicalismului. Este considerat și drept o persoană cheie în cadrul stângii politice din Statele Unite.

## Viața și cariera
Pentru meritele sale, Chomsky a fost distins în anul 2010 cu premiul Erich Fromm al societății omonime din Tübingen, Germania.

## Gramatica universală
Chomsky propune ipoteza "gramaticii universale" prin care înțelege „ansamblul acelor structuri și mecanisme biologice înnăscute, caracteristice speciei homo sapiens, care sunt în măsură să explice, pornind de la informația pe care o oferă ambianța lingvistică, producerea acelei competențe pe care o descriu gramaticile speciale ale diferitelor limbaje naturale”.
Această ipoteză ia naștere în urma studierii felului în care se produce achiziția limbajului de către un vorbitor. Investigând datele care sunt disponibile persoanei respective (input-ul) și performanțele lingvistice la care poate ajunge acea persoană devenită vorbitor competent al limbii respective (output-ul), apare o veritabilă problemă științifică: aceea de a înțelege disproporționalitatea care se stabilește între săracia stimulilor și bogăția sistemului articulat și organizat de propoziții rostite. Mai mult, chiar, se observă că indivizi diferiți, cu experiențe personale diferite într-un anumit limbaj, ajung la sisteme de reguli gramaticale foarte asemănătoare, ceea ce le permite să se înțeleagă reciproc. La această problemă, Chomsky găsește o singură explicație, anume prezumția că individul însuși contribuie într-o măsură covârșitoare la structura schematică generală și poate chiar la conținutul specific al cunoașterii exprimate prin intermediul limbajului, cunoaștere pe care o obține din experiența limitată pe care i-o oferă mediul.. 
Contribuția individului este înnăscută, fiind o caracteristică a speciei, și reprezintă gramatica generativă, sau gramatica universală. Facultatea limbajului se dezvoltă la nivel individual într-un mod intrinsec determinat, sub acțiunea declanșatoare a interacțiunilor sociale și sub acțiunea modulatoare a mediului. De aceea Chomsky consideră competența lingvistică ca fiind produsul creșterii, nu al învățării..

## Originea limbajului
Există mai multe ipoteze despre originea limbajului, datele citate pentru prima apariție a lui variind de la un autor la altul, de la epoca omului de Cro-Magnon, acum 40.000 de ani, până la epoca lui Homo habilis, aproximativ acum 2 milioane de ani. O altă problemă neclarificată este aceea a localizării apariției limbajului; teoria poligenezei susține că limbajul a apărut în locuri diferite, pe când teoria monogenezei susține că limbajul are o sursă de proveniență unică..
Teoriile monogenezei sunt dominate de două școli mari de gândire. Una dintre ele este cea influențată de Chomsky. Această teorie pleacă de la premisa că specia umană, așa cum o cunoaștem noi, ia naștere în urma unei mutații genetice neobișnuite, apărute acum aproximativ 100.000 de ani, în urma căreia circuitele cerebrale s-au reorganizat. Această reorganizare ar fi dat naștere „instinctului lingvistic” uman, deschizând calea către creșterea explozivă a tuturor capacităților cognitive pe care le furnizează limbajul ca sistem de comunicare puternic. Limbajul este o caracteristică înnăscută a ființei umane, și de aceea este posibil a identifica și descrie o „gramatică universală”. Tot acesta ar fi motivul pentru care e greu de imaginat o formă intermediară de limbaj, care să funcționeze fără nici una din structurile gramaticale prezente în limbile naturale.
Această teorie a fost criticată drept antievoluționistă, dar unii adepți mai noi ai teoriei evoluționiste o sprijină. Există printre oamenii de știință părerea că mecanismul care a dat naștere limbajului se bazează pe combinarea unor elemente preexistente, care nu fuseseră selectate pentru a produce în mod specific această funcție, dar care, împreună, au făcut posibilă apariția limbajului..

## Opțiuni politice
Natura umană, faptul că specia umană posedă acele mecanisme înnăscute care îi permit omului să genereze noul, este cea care îl înzestrează cu creativitate pe om. Creativitatea este incompatibilă cu lipsa de libertate. Chomsky crede că un element fundamental al naturii umane este nevoia muncii creative, a cercetării creative - creativitate care trebuie să se manifeste în afara limitelor arbitrare pe care le pot impune instituțiile coercitive. O societate decentă trebuie să maximizeze condițiile de exprimare a creativității umane și să depășească represiunea și opresiunea, care există ca reminiscențe istorice în orice societate.
Chomsky a declarat că preferințele sale personale „sunt unele anarhiste tradiționale, în bună măsură cu originea în iluminism și în liberalismul clasic” și că apreciază socialismul libertarian . Este un simpatizant al anarho-sindicalismului, prin care înțelege un sistem descentralizat de asocieri libere între instituții economice și sociale.
Chomsky consideră că există două sarcini intelectuale importante în sfera politică și socială. Prima este de a imagina o societate viitoare dreaptă, adică de a crea o „teorie socială umanistă, bazată, pe cât posibil, pe concepte ferme și umane despre esența sau natura umană”. Cealaltă este de a înțelege natura puterii și a opresiunii și terorii din societatea noastră. Aceasta înseamnă a ne referi la instituții precum administrația, poliția, armata, dar și alte instituții centrale economice, comerciale și financiare. El atrage atenția asupra puterii deosebite pe care o capătă marile corporații multinaționale.

## Cărți și articole

### Lingvistică
- Morphophonemics of Modern Hebrew, teză de masterat, University of Pennsylvania, 1951
- Logical Structure of Linguistic Theory, 1955; Chicago: 1975.
- Transformational Analysis, teză de doctorat (Ph.D.), University of Pennsylvania, 1955]
- Noam Chomsky, Morris Halle și Fred Lukoff, "On accent and juncture in English", în For Roman Jakobson, The Hague: Mouton, 1956
- Three models for the description of language, "I.R.E. Transactions on Information Theory", vol. IT-2, no. 3: 113-24 (1956)
- Syntactic Structures. The Hague: Mouton, 1957; Berlin and New York: 1985.
- Current Issues in Linguistic Theory, 1964
- Aspects of the Theory of Syntax. Cambridge: MIT Press, 1965
- Cartesian Linguistics. New York: Harper and Row, 1965; reeditat: Cartesian Linguistics. A Chapter in the History of Rationalist Thought Lanham, Maryland: University Press of America, 1986.
- Topics in the Theory of Generative Grammar, 1966
- Noam Chomsky și Morris Halle, The Sound Pattern of English. New York: Harper & Row, 1968
- Language and Mind, 1968; ediție revizuită, New York: Harcourt Brace, 1972
- Studies on Semantics in Generative Grammar, 1972
- The Logical Structure of Linguistic Theory, 1975
- Reflections on Language, 1975
- Essays on Form and Interpretation, 1977
- Rules and Representations, New York: Columbia University Press, 1980
- Lectures on Government and Binding: The Pisa Lectures, Holland: Foris Publications, 1981; Berlin and New York: Mouton de Gruyter, 1993.
- Some Concepts and Consequences of the Theory of Government and Binding, 1982
- Language and the Study of Mind, 1982
- Noam Chomsky on The Generative Enterprise, A discussion with Riny Hyybregts and Henk van Riemsdijk, 1982
- Modular Approaches to the Study of the Mind, 1984
- Knowledge of Language: Its Nature, Origin, and Use, 1986
- Barriers. Linguistic Inquiry Monograph Thirteen. Cambridge (MA): The MIT Press, 1986
- Language and Thought, 1993
- The Minimalist Program. Cambridge (MA): The MIT Press, 1995
- On Language, 1998
- New Horizons in the Study of Language and Mind, 2000
- The Architecture of Language, 2000
- On Nature and Language, ediție îngirjită de Adriana Belletti și Luigi Rizzi, 2001
- Noam Chomsky și U.T. Place, "The Chomsky-Place correspondence 1993-1994", îngrijită și cu o introducere de T. Schoneberger, "The Analysis of Verbal Behavior", 17, 7-38.

### Politică
- American Power and the New Mandarins, 1969
- "Notes on Anarchism", în New York Review of Books, 1970
- At war with Asia, 1970
- Two Essays on Cambodia, 1970
- Chomsky: selected readings, 1971
- Problems of Knowledge and Freedom, 1971
- For Reasons of State, 1973
- Peace in the Middle East? Reflections on Justice and Nationhood, 1974
- Intellectuals and the State, 1976
- Human Rights and American Foreign Policy, 1978
- Noam Chomsky și Edward Herman, After the Cataclysm: Postwar Indochina and the Reconstruction of Imperial Ideology, 1979
- Language and Responsibility, 1979
- Noam Chomsky și Edward Herman, The Washington Connection and Third World Fascism, 1979
- Radical Priorities, 1981
- Superpowers in collision: the cold war now, 1982
- Towards a New Cold War: Essays on the Current Crisis and How We Got There, 1982
- The Fateful Triangle. The United States, Israel, and the Palestinians, 1983
- Turning the Tide : U.S. intervention in Central America and the Struggle for Peace, 1985
- Pirates and Emperors: International Terrorism in the Real World, 1986
- The Race to Destruction: Its Rational Basis, 1986
- The Chomsky Reader, 1987
- On Power and Ideology, 1987
- Turning the Tide. The U.S. and Latin America, 1987
- The Culture of Terrorism, 1988
- Language and Politics, 1988
- Edward Herman și Noam Chomsky, Manufacturing Consent. The Political Economy of the Mass Media, New York: Pantheon Books, 1988
- Necessary Illusions, 1989
- Terrorizing the Neighborhood, 1991
- What Uncle Sam Really Wants, 1992
- Chronicles of Dissent, 1992
- Deterring Democracy, 1992
- Letters from Lexington. Reflections on Propaganda, 1993
- The Prosperous Few and the Restless Many, 1993
- Rethinking Camelot: JFK, the Vietnam War, and U.S. Political Culture, 1993
- World Order and Its Rules: Variations on Some Themes, 1993
- Year 501. The Conquest Continues, 1993
- Keeping the rabble in Line, 1994
- Secrets, Lies, and Democracy, 1994
- World Orders, Old and New, 1994
- Powers and Prospects: Reflections on Human Nature and the Social Order, 1996
- Class Warfare, 1996
- Media Control. The Spectacular Achievements of Propaganda, 1997
- One Chapter, The Cold War and the University, 1997
- The Culture of Terrorism, 1998
- The Umbrella of US Power, 1999
- The New Military Humanism: Lessons from Kosovo, 1999
- Profit over People, 1999
- The Fateful Triangle, 1999
- Rogue States, Cambridge (MA): South End Press, 2000
- Propaganda and the Public Mind, 2001
- 9-11, New York: Seven Stories Press, 2001
- Understanding Power: The Indispensable Chomsky, 2002
- Media control, 2002
- Hegemony or Survival: America's Quest for Global Dominance, New York: Metropolitan Books, 2003. Ediție în limba română: Hegemonie sau supraviețuire - America în căutarea dominației globale, Editura Antet, ISBN 973-636-074-1
- Deep Concerns, 2003
- Chomsky on Anarchism, 2005
- Government in the future, Seven Stories Press, 2005
- Imperial Ambitions - Conversations on the Post-9/11 World, 2005. Ediție în limba română: Ambiții imperiale, Editura Antet, ISBN 973-636-153-5
- Failed States: The Abuse of Power and the Assault on Democracy, 2006
- Noam Chomsky și Gilbert Achcar, Perilous Power. The Middle East and U.S. Foreign Policy. Dialogues on Terror, Democracy, War, and Justice, Boulder (CO): Paradigm, 2006.
- Interventions, 2007. Ediție în limba româna: „Intervenții”, Editura Vellant, 2008, traducere de Bogdan Lepădatu.
- Who Rules the World, New York: L. Valéria Galvão Wasserman-Chomsky, 2016. Trad. în limba română de Doru Căstăian: Cine conduce lumea? Editura Litera, București, 2018. ISBN 978-606-33-2947-0

### Biografii
- Robert Barsky, Noam Chomsky: A Life of Dissent, Cambridge (MA): The MIT Press, 1997
- Wolfgang B. Sperlich, Noam Chomsky, London: Reaktion Books, 2006

## Filme
- Manufacturing Consent: Noam Chomsky and the Media, Directori: Mark Achbar și Peter Wintonick (1992)
- Last Party 2000, Directori: Rebecca Chaiklin și Donovan Leitch (2001)
- Power and Terror: Noam Chomsky in Our Times, Director: John Junkerman (2002)
- Distorted Morality — America's War On Terror?, Director: John Junkerman (2003)
- Noam Chomsky: Rebel Without a Pause (TV), Director: Will Pascoe (2003)
- The Corporation, Director: Jennifer Abbott and Mark Achbar (2003)
- Peace, Propaganda & the Promised Land, Directori: Sut Jhally and Bathsheba Ratzkoff (2004)

## Vedeți și
- Ierarhia Chomsky